# Bronisław Ferdynand Trentowski
Bronisław Ferdynand Trentowski (ur. 21 stycznia 1808 we wsi Opole, zm. 16 czerwca 1869 we Fryburgu Bryzgowijskim) – polski filozof, pedagog, mesjanista i wolnomularz.

## Życiorys
Urodził się jako Bronisław Ferdynand Trętowski - syn Leona Trętowskiego i Marii z Karskich Trętowskiej. Miał czterech braci: Juliana, Konstantego, Józefa i Antoniego, oraz trzy siostry: Joannę, Domicelę i Małgorzatę. Był wychowankiem Kolegium Pijarów w Łukowie, jego nauczycielem był m.in. ks. Kazimierz Aleksander Pułaski. W latach 1825–1828 studiował na Wydziale Nauk i Sztuk Pięknych oraz Wydziale Filozoficznym Uniwersytetu Warszawskiego, ale tylko na tym pierwszym przystąpił do egzaminu końcowego. Egzamin zdał z wynikiem celującym - tytuł magistra filologii uzyskał w dniu 14 sierpnia 1828 r. 
Po klęsce powstania listopadowego, w którym brał udział w kilkunastu bitwach (m.in. pod Grochowem i Ostrołęką), przebywał na emigracji w Niemczech. Tam w roku 1833 zmienił pisownię swojego nazwiska z Trętowski na Trentowski. W Niemczech powstało też jedno z najważniejszych dzieł jego życia pt. Chowanna, czyli system pedagogiki narodowej jako umiejętności wychowania, nauki i oświaty, słowem wykształcenia naszej młodzieży. Pierwsze wydanie tego dwutomowego dzieła ukazało się w 1842. Jako pierwszy autor w języku polskim w książce Stosunek filozofii do cybernetyki, czyli sztuki rządzenia narodem z 1843, użył terminu cybernetyka. W latach 1847–1848 opracował pracę pt. Wiara słowiańska, czyli etyka piastująca wszechświat, gdzie utrzymywał, że bogowie słowiańscy są postacią tego samego Boga, którego czczą chrześcijanie.
Twórca koncepcji filozoficznej zwanej różnojednią: świat materialny - świat rozumu (rozum to całokształt wiedzy uzyskanej za pomocą zmysłów); wiedza o świecie duchowym pochodzi od umysłu (spekulacja); rzeczywisty świat (Boski) dostępny jest jedynie umysłowi. Mysł to osobna kategoria poznawcza stanowiąca syntezę (różnojednię) rozumu i umysłu.

## Rodzina
22 lutego 1838 r. zawarł związek małżeński z Niemką Karoliną Humborger (1802 - 10 XI 1880) w kościele protestanckim we Fryburgu Bryzgowijskim. Para doczekała się trójki dzieci, ale tylko najmłodsze z nich - córka Olimpia Flora (ur. 5 maja 1842) - dożyło dorosłości. Olimpia wyszła za mąż za Polaka Emila Butkiewicza w dniu 18 sierpnia 1864 r. Wiosną 1865 r. wyjechała z nim do Kaczanowa na Litwie.    
Trentowski przyjaźnił się z Zygmuntem Krasińskim - od roku 1846 do śmierci Krasińskiego. Poeta wspierał finansowo filozofa. Bronisław Trentowski zmarł 16 czerwca 1869 r. we Fryburgu Bryzgowijskim i  trzy dni później został pochowany na miejscowym cmentarzu.    

## Niektóre dzieła
- Chowanna, czyli system pedagogiki narodowej jako umiejętności wychowania, nauki i oświaty, słowem wykształcenia naszej młodzieży, 1842 
  - Zakład Narodowy im. Ossolińskich, Wrocław 1970
- Stosunek filozofii do cybernetyki, czyli sztuki rządzenia narodem, 1843
- Myślini, czyli Całokształt logiki narodowej, 1844
- Wizerunki duszy narodowej z końca ostatniego stulecia, 1847
- Wiara słowiańska, czyli etyka piastująca wszechświat, 1847/1848
- Die Freimaurerei in ihrem Wesen und Unwesen, 1873
- Panteon wiedzy ludzkiéj lub Pantologia, encyklopedya wszech nauk i umiejętności, propedeutyka powszechna i wielki system filozofii, 1873

## Upamiętnienie
Na jego cześć nazwano ulicę w bydgoskim Miedzyniu, wrocławskim Oporowie, a także w Szczecinie, Świnoujściu, Przemyślu, Pile, Łukowie i na warszawskim Żoliborzu. Ulicę w Przemyślu nosząca nazwę Bronisława Ferdynanda Trentowskiego, 15 czerwca 2013 przemianowano na ulicę Heidi Wernerus-Neumann.